# Heiligstes Buch

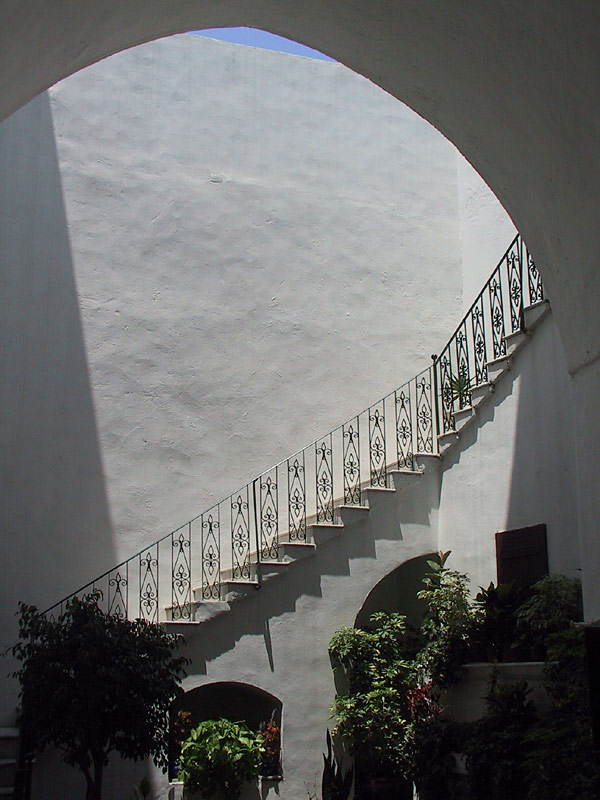
Heutige Ansicht des Innenhofes des Hauses Abud, wo Baha'ullah als Gefangener des osmanischen Reiches lebte. Das Haus in Akkon zählt zu den Pilgerzielen dieser jungen Weltreligion. Hier wurde das Heiligste Buch fertiggestellt.

Das Heiligste Buch oder Aqdas (arabisch الكتاب الأقدس al-Kitab al-Aqdas, DMG al-Kitāb al-Aqdas; obwohl arabisch ist es bekannter unter seinem persischen Namen كتاب اقدس Ketab-e Aghdas, DMG Ketāb-e Aqdas, Bahai-Transkription Kitáb-i-Aqdas) ist eine 1873 von Baha'ullah in Akkon abgeschlossene heilige Schrift. Es nimmt im Schriftkanon der Bahai eine herausragende Stellung ein und behandelt eine große Breite an Themen. Darunter Ethik, Rituale, eine grundlegende Gemeindeordnung, die Grundlagen einer zukünftigen Weltgesellschaft, Aufrufe an die Herrscher der Welt und einiges mehr. Obwohl auch die Bezeichnung Buch der Gesetze verbreitet ist, handelt es sich vielmehr um ein Rahmenwerk der mehr spirituell als legalistisch ausgerichteten Religion der Bahai.

## Inhalt
Das Buch beschreibt das Rahmenwerk einer von Baha'ullah prophezeiten Weltkultur, überträgt seinem Nachfolger ʿAbdul-Baha' die Aufgabe der Auslegung und gibt Anweisungen für den Ausbau der Gemeindeordnung, innerhalb welcher die Gebote des Buches den Nöten der Zeit entsprechend zur Anwendung kommen und wo nötig erweitert werden sollen.
Baha'ullah verordnet im Heiligsten Buch die Pflichtgebete, legt die Zeit für das Fasten fest, verbietet – das Totengebet ausgenommen – das Gemeinschaftsgebet, bestimmt die Gebetsrichtung und die Sozialabgaben, formuliert das Erbrecht, verfügt die Neunzehntagefeste, die Bahai-Feiertage, die eingeschobenen Tage im Bahai-Kalender und das Mashriqu'l-Adhkar. Hiermit sind Häuser der Andacht gemeint, die im Laufe der Zeit zu Zentren ausgebaut werden sollen, um die herum Einrichtungen wie Altersheime, Waisenhäuser, Schulen und Krankenhäuser angeordnet sein werden. Er schafft den Stand der Geistlichen (Klerus) ab, verkündet die geistige Mündigkeit jedes einzelnen Menschen, die Überwindung von Zwietracht und die Einheit der Geschlechter und Rassen, verbietet Sklavenhandel, Asketentum, Bettelei, Mönchtum, die Beichte, den Gebrauch von Kanzeln und den Handkuss, schreibt die Monogamie vor, verurteilt Tierquälerei, Müßiggang und Faulheit, üble Nachrede und Verleumdung, missbilligt die Scheidung, verbietet das Glücksspiel, den Genuss von Opium, Wein und anderen berauschenden Getränken. Er bestimmt die Strafen für die vorsätzliche Tötung eines Menschen, für Brandstiftung, Ehebruch und Diebstahl in einer zukünftigen Gesellschaft. Er betont die Bedeutung der Ehe und regelt deren Rechtsgrundlagen. Er verpflichtet jedermann, einem Gewerbe oder sonstigen Beruf nachzugehen und erhebt solche Arbeit in den Rang des Gottesdienstes. Er betont die Notwendigkeit, die erforderlichen Mittel für die Erziehung aufzubringen und gebietet jedermann, ein Testament zu machen und den Gesetzen in dem Land, in dem man lebt, zu gehorchen.
Darüber hinaus ermahnt Baha'ullah seine Anhänger, mit den Gläubigen aller Religionen unterschiedslos herzliche und einträchtige Gemeinschaft zu pflegen. Er warnt sie vor Fanatismus, Aufruhr, Stolz, Wortstreit und Rechthaberei und verlangt von ihnen makellose Reinheit, unbedingte Wahrhaftigkeit, fleckenlose Keuschheit, Vertrauenswürdigkeit, Gastfreundschaft, Treue, Höflichkeit, Geduld und Gerechtigkeit.
Im Heiligsten Buch warnt Baha'ullah außerdem die wichtigsten Könige und Herrscher seiner Zeit (Kaiser Napoleon III. von Frankreich, Kaiser Wilhelm I. des Deutschen Reiches, Kaiser Franz Joseph I. von Österreich-Ungarn und die Regierungen Amerikas) vor Hochmut und Tyrannei und fordert sie dazu auf, „auf die Stimme Gottes zu hören“ und seinem Ruf Beachtung zu schenken. Er spricht von Krieg und dem Untergang ihrer Reiche, so sie seiner Ermahnung nicht folgen sollten und prophezeit, dass die „Zügel der Macht in die Hände des Volkes übergehen“ werden.
Die geistlichen Führer der Weltreligionen ruft er auf, seine Offenbarung nicht nach ihren selbsterdachten Maßstäben zu prüfen und die Menschen nicht durch selbstgerechtes Verhalten von ihr auszusperren.
Das Heiligste Buch wird in den Ausgaben der Bahai durch ein Kapitel mit „Fragen und Antworten“, welches 107 Fragen bezüglich der Anwendung der religiösen Gesetze und die dazugehörigen Antworten Baha'ullahs enthält und ausführlichen Erläuterungen des Bahai-Weltzentrums ergänzt.

### Ausgaben des Heiligsten Buches
- Bahá’u’lláh: Der Kitáb-i-Aqdas. Das heiligste Buch. Bahá’í-Verlag, Hofheim 2000, ISBN 3-87037-339-3 (online).
- Bahá’u’lláh: The Kitáb-i-Aqdas. US Bahá’í Publishing Trust, Wilmette 1993, ISBN 0-87743-240-6 (online).

### Sekundärliteratur
Deutsch
- Aspekte des Kitáb-i-Aqdas. In: Gesellschaft für Bahá’í-Studien für das deutschsprachige Europa (Hrsg.): Schriftenreihe der Gesellschaft für Bahá’í-Studien. Band 2. Bahá’í-Verlag, Hofheim 1995, ISBN 3-87037-312-1.
- Udo Schaefer: Die Freiheit und ihre Schranken. Zum Begriff der Freiheit in Bahá’u’lláhs Kitáb-i-Aqdas. Bahá’í-Verlag, Hofheim 1994, ISBN 3-87037-305-9.
- Adib Taherzadeh: `Akká, die ersten Jahre 1868–1877. In: Die Offenbarung Bahá’u’lláhs. Band 3. Bahá’í-Verlag, Hofheim 1992, ISBN 3-87037-295-8, S. 327–471.

Englisch
- Baharieh Rouhani Ma'ani, Sovaida Ma'ani Ewing: The Laws of the Kitáb-i-Aqdas. George Ronald Publisher, Oxford 2004, ISBN 978-0-85398-475-7.
- Nader Saiedi: Logos and Civilization. Spirit, History and Order in the Writings of Bahá’u’lláh. University Press of Maryland, Bethesda 2000, ISBN 1-883053-63-3, III. The New World Order, S. 211–370.
- Cyrus Alai: Kitáb-i-Aqdas as Described and Glorified by Shoghi Effendi. In: ‘Irfán Colloquia, Iraj Ayman (Hrsg.): Lights of ‘Irfán. Papers Presented at the ‘Irfán Colloquia and Seminars. Band 1. Bahá'í Distribution Service, Wilmette 2000, S. 21–30.
- John Hatcher, William S. Hatcher: The Law of Love Enshrined. George Ronald Publisher, Oxford 1995, ISBN 978-0-85398-405-4.
- Suheil Bushrui: The style of the Kitáb-i-Aqdas. Aspects of the sublime. University Press of Maryland, Bethesda 1995, ISBN 1-883053-08-0.
- Martha L. Schweitz: The Kitáb-i-Aqdas. Bahá’í Law, Legitimacy, and World Order. In: Association for Bahá’í Studies – North America (Hrsg.): Journal of Bahá’í Studies. Band 6,1, 1994 (online [PDF; 71 kB]).